# Ладариу
Ладариу (порт. Ladário) — муниципалитет в Бразилии, входит в штат Мату-Гросу-ду-Сул. Составная часть мезорегиона Пантанайс-Сул-Мату-Гроссенсис. Входит в экономико-статистический микрорегион Байшу-Пантанал. Население составляет 17 776 человек на 2006 год. Занимает площадь 342,509 км². Плотность населения — 51,9 чел./км².
Праздник города — 2 сентября.

## История
Город основан в 1778 году.

## Статистика
- Валовой внутренний продукт на 2005 год составляет 64 376 000,00 реалов (данные: Бразильский институт географии и статистики).
- Валовой внутренний продукт на душу населения на 2005 год составляет 3700,00 реалов (данные: Бразильский институт географии и статистики).
- Индекс развития человеческого потенциала на 2000 год составляет 0,775 (данные: Программа развития ООН).

## География
Климат местности: тропический.